# Welington Castillo
Welington Andrés Castillo (nacido el 24 de abril de 1987 en Santo Domingo Este) es un receptor dominicano que pertenece a los Washington Nationals, anteriormente jugó para Chicago Cubs, Arizona Diamondbacks, Baltimore Orioles, Chicago White Sox en las Grandes Ligas de Béisbol.
Castillo  comenzó su carrera profesional en 2006, jugando para Arizona League Cubs (siete partidos) y Boise Hawks (tres partidos), bateando para .188.  En 2007, bateó para .271 con 11 jonrones y 44 carreras impulsadas en nivel A para Peoria Chiefs. Dividió 2008 entre los Daytona Cubs (33 partidos), Tennessee Smokies (57 partidos) y Iowa Cubs (un partido), bateando para .287, con cuatro jonrones en 91 partidos. Con los Smokies de nuevo en 2009, el promedio de Castillo se redujo a .232, sin embargo, conectó 11 jonrones y remolcó 32 carreras.
Comenzó 2010 con Iowa Cubs. Castillo fue llamado a los Cachorros de Chicago el 10 de agosto de 2010 y jugó siete partidos en las Grandes Ligas, bateando .300 con un jonrón, cuatro dobles y cinco carreras impulsadas.
Castillo pasó la mayor parte de 2011 con Iowa Cubs, bateando .286 con 15 jonrones en 61 partidos, pero también jugó dos partidos con los Arizona League Cubs y 12 partidos con Daytona Cubs, alcanzando un total combinado de .287 con 16 jonrones. Castillo también jugó en cuatro partidos con Chicago, del 12 al 25 de mayo, mientras que Geovany Soto estaba en la lista de lesionados. En esos partidos, Castillo bateó .154 en 13 turnos al bate.
El 28 de abril de 2012, Castillo fue llamado de Iowa después de que el receptor Steve Clevenger fuera colocado en la lista de lesionados. Estaba bateando .320 con dos jonrones y ocho carreras impulsadas en 16 partidos en Iowa. Jugó 52 partidos en las Grandes Ligas, bateando .265 con cinco jonrones y 22 carreras impulsadas. En las menores, bateó .268 con ocho jonrones y 28 carreras impulsadas en 49 partidos divididos entre los equipos Iowa Cubs y Tennessee Smokies.